# Bob hund
bob hund ist eine schwedische Indie-Rockband aus Stockholm.

## Geschichte
Die Band wurde im Jahre 1991 gegründet und ist in Deutschland eher unbekannt.  Der Hauptsänger Thomas Öberg, der aus Helsingborg in Schonen stammt, singt auf Schonisch. Für den Stil und die Texte gewann die Band bereits Preise.
Bob hund hat Konzertauftritte und Touren in Skandinavien, Großbritannien und Polen und spielte auch schon dreimal auf dem Roskilde-Festival.
Unter dem Bandnamen Bergman Rock wurden in der Zeit von 2003 bis 2006 auch Alben auf Englisch veröffentlicht. Die dafür genommene Auszeit bob hunds endete im September 2006 mit einem Auftritt in Stockholm.

## Diskografie

### Alben
| Jahr | Titel                                             | Höchstplatzierung, Gesamtwochen, AuszeichnungChartsChartplatzierungen (Jahr, Titel, Platzierungen, Wochen, Auszeichnungen, Anmerkungen) | Anmerkungen                   |
| Jahr | Titel                                             | SE | Anmerkungen                   |
| ---- | ------------------------------------------------- | --- | ----------------------------- |
| 1994 | bob hund (2)                                      | SE11 (6 Wo.)SE |                               |
| 1996 | Omslag: Martin Kann                               | SE7 (10 Wo.)SE |                               |
| 1998 | Jag rear ut min själ! Allt ska bort!!!            | SE17 (13 Wo.)SE |                               |
| 1999 | Sover Aldrig                                      | SE16 (4 Wo.)SE | Livealbum                     |
| 2001 | Stenåldern kan börja                              | SE1 (6 Wo.)SE |                               |
| 2002 | Tio år bakåt och hundra år framåt                 | SE6 (8 Wo.)SE | Kompilation von Demoaufnahmen |
| 2003 | Bergman Rock                                      | SE24 (4 Wo.)SE | als Bergman Rock              |
| 2009 | Folkmusik för folk som inte kan bete sig som folk | SE7 (8 Wo.)SE |                               |
| 2011 | Det överexponerade gömstället                     | SE3 (5 Wo.)SE |                               |
| 2012 | Låter som miljarder                               | SE10 (4 Wo.)SE |                               |
| 2016 | Dödliga klassiker                                 | SE4 (1 Wo.)SE |                               |
| 2017 | 0-100                                             | SE6 (1 Wo.)SE |                               |

Weitere Alben
- 1993: bob hund (1)
- 1997: Ett fall & en lösning
- 2002: Ingenting
- 2005: Bonjour Baberiba Pt II (als Bergman Rock)

### Singles
| Jahr | Titel Album                                                             | Höchstplatzierung, Gesamtwochen, AuszeichnungChartsChartplatzierungen (Jahr, Titel, Album, Platzierungen, Wochen, Auszeichnungen, Anmerkungen) | Anmerkungen |
| Jahr | Titel Album                                                             | SE | Anmerkungen |
| ---- | ----------------------------------------------------------------------- | --- | ----------- |
| 1996 | I stället för musik; förvirring                                         | SE13 (19 Wo.)SE |             |
| 1996 | Düsseldorf Omslag: Martin Kann                                          | SE28 (7 Wo.)SE |             |
| 1997 | Ett fall & en lösning                                                   | SE18 (8 Wo.)SE |             |
| 1998 | Nu är det väl revolution på gång Jag rear ut min själ! Allt ska bort!!! | SE16 (11 Wo.)SE |             |
| 1999 | Helgen V. 48 Jag rear ut min själ! Allt ska bort!!!                     | SE48 (3 Wo.)SE |             |
| 2001 | Skall du hänga med! Nä! Stenåldern kan börja                            | SE11 (6 Wo.)SE |             |
| 2001 | Dansa efter min pipa Stenåldern kan börja                               | SE46 (3 Wo.)SE |             |
| 2002 | Den lilla planeten                                                      | SE26 (5 Wo.)SE |             |
| 2003 | Det där nya som skulle vara så bra.                                     | SE14 (7 Wo.)SE |             |
| 2009 | Tinnitus i hjärtat Folkmusik för folk som inte kan bete sig som folk    | SE45 (1 Wo.)SE |             |
| 2010 | Leker krig                                                              | SE33 (1 Wo.)SE |             |

Weitere Singles
- 2003: Jim (als Bergman Rock)
- 2004: I’m a Crab (als Bergman Rock)
- 2005: Even Endlessness Begins (with an End) (als Bergman Rock)

## Auszeichnungen
- 1994: schwedischen Grammy für „Beste Live Band“
- 1996: schwedischen Grammy für „Beste Texte“
- 1999: Das goldene Ei für „Beste Performanz“